# Frank Finlay
Frank Finlay (* 6. August 1926 in Farnworth, Lancashire, England; † 30. Januar 2016 in Weybridge, Surrey) war ein britischer Schauspieler.

## Leben und Leistungen
Frank Finlay hatte englische, irische und schottische Vorfahren. Er absolvierte die Londoner Royal Academy of Dramatic Art. Die ersten Fernsehrollen spielte er Anfang der 1960er Jahre. Für die Rolle des Jago im Filmdrama Othello (1965) (nach dem Shakespeare-Stück gleichen Namens) wurde Finlay 1966 für den Oscar und für den Golden Globe Award nominiert.
In dem Abenteuerfilm Die drei Musketiere (1973) von Richard Lester trat er neben Oliver Reed, Raquel Welch, Richard Chamberlain und Michael York in der Rolle von Porthos auf. Dieselbe Rolle übernahm er in der Fortsetzung Die vier Halunken der Königin aus dem Jahr 1974. Dieser Film wurde mit seinem Vorgänger in einem einzigen Drehplan gefertigt, die Schauspieler wurden jedoch nur für einen Film bezahlt, was auch bei Finlay für Unmut sorgte. 
War er in Kinofilmen oftmals auf Nebenrollen beschränkt, spielte Finlay in Fernsehproduktionen auch teilweise Hauptrollen. 1971 spielte er die Titelrolle des Giacomo Casanova in der britischen Fernseh-Miniserie Casanova. In der von der ARD mitproduzierten Fernseh-Krimireihe Van der Valk spielte Finlay in den 1970er-Jahren die Titelrolle. Es entstanden die Filme Van der Valk und das Mädchen (Oktober 1972), Van der Valk und die Reichen (Dezember 1973) und Van der Valk und die Toten (Juni 1975). In dem Fernsehfilm Graf Dracula war er 1977 als Vampirjäger Abraham Van Helsing zu sehen.
Für die Rolle in dem Filmdrama Schatten der Vergangenheit (1982), in dem er an der Seite von Julie Christie, Alan Bates und Ian Holm zu sehen war, wurde er 1983 für den BAFTA Award nominiert. In dem SF-Horrorfilm Lifeforce – Die tödliche Bedrohung (1985) spielte er neben Steve Railsback und Peter Firth, in dem Abenteuerfilm König der Winde (1989) trat er neben Richard Harris auf. In dem Filmdrama Der Pianist (2002) von Roman Polański verkörperte er den Vater Szpilman. Sein Schaffen umfasst mehr als 120 Film- und Fernsehproduktionen bis zum Jahr 2008. 
Finlay war Mitglied der British Catholic Stage Guild und wurde mit dem Order of the British Empire (CBE) ausgezeichnet. Finlay war verheiratet und hatte drei Kinder. Er starb im Januar 2016 im Alter von 89 Jahren.

## Filmografie (Auswahl)
- 1962: Die Einsamkeit des Langstreckenläufers (The Loneliness of the Long Distance Runner)
- 1962: Der längste Tag (The Longest Day)
- 1962: Brennende Schuld (Life For Ruth)
- 1963: Doktor in Nöten (Doctor in Distress)
- 1965: Othello
- 1965: Sherlock Holmes’ größter Fall (A Study in Terror)
- 1966: Die tödlichen Bienen (The Deadly Bees)
- 1967: Minirock und Kronjuwelen (The Jokers)
- 1967: Was kommt danach…? (I’ll Never Forget What’s ’isname)
- 1968: In den Schuhen des Fischers (The Shoes of the Fisherman)
- 1968: Inspektor Clouseau (Inspector Clouseau)
- 1970: Cromwell – Krieg dem König (Cromwell)
- 1970: Verflucht bis zum jüngsten Tag (The Molly Maguires)
- 1971: Casanova (Miniserie)
- 1972: Van der Valk und das Mädchen
- 1973: Play of the Month – The Adventures of Don Quixote (Fernsehfilm)
- 1973: Shaft in Afrika (Shaft in Africa)
- 1973: Die drei Musketiere (The Three Musketeers)
- 1973: Van der Valk und die Reichen
- 1974: Die vier Musketiere – Die Rache der Mylady (The Four Musketeers)
- 1975: Van der Valk und die Toten
- 1977: Count Dracula (Fernsehfilm)
- 1978: Die Wildgänse kommen (The Wild Geese)
- 1979: Sherlock Holmes: Mord an der Themse (Murder by Decree)
- 1982: Schatten der Vergangenheit (The Return of the Soldier)
- 1982: Enigma
- 1983: The Key – Der Schlüssel (La Chiave)
- 1983: Blackadder (Fernsehserie, Folge 1x05: Hexenaustreiber und Vertilger)
- 1984: Charles Dickens’ Weihnachtsgeschichte (A Christmas Carol)
- 1985: Lifeforce – Die tödliche Bedrohung (Lifeforce)
- 1985: Im Schatten des Triumphbogens (Arch of Triumph) (Fernsehfilm)
- 1989: Die Rückkehr der Musketiere (The Return of the Musketeers)
- 1989: König der Winde (King of the Wind)
- 1992: Stalin
- 1998: Mr. Right… zur falschen Zeit (So This Is Romance?)
- 2000: Kampf der Kobolde – Die Legende einer verbotenen Liebe (The Magical Legend Of The Lepricauns)
- 2002: Der Pianist (The Pianist)
- 2002: Schrei in der Dunkelheit (Silent Cry)
- 2003: Eroica – The day that changed music forever
- 2003: The Statement
- 2007: The Waiting Room
- 2008: Merlin – Die neuen Abenteuer (Fernsehserie, Folge The Labyrinth of Gedref)

## Auszeichnungen
- 1966: Oscar – Nominierung für Othello als bester Nebendarsteller
- 1966: Golden Globe Award – Nominierung für Othello als bester Nebendarsteller
- 1966: Preis beim Festival Internacional de Cine de San Sebastián für Othello als Darsteller
- 1967: BAFTA Award – Nominierung für Othello als bester Newcomer
- 1972: British Academy Television Award – Nominierung für Casanova
- 1974: British Academy Television Award – Nominierung für The Adventures of Don Quixote
- 1983: BAFTA Award – Nominierung für The Return of the Soldier als bester Nebendarsteller